# Museum für Motoren und Mechanismen
Das Museum für Motoren und Mechanismen (italienisch: Museo Storico dei Motori e dei Meccanismi) ist ein Universitätsmuseum in Palermo, Italien, und Teil des Museumssystems der Universität Palermo. Es wurde am 25. Februar 2011 eröffnet und zeigt eine vielfältige Sammlung von Motoren sowie industriellen, wissenschaftlichen und pädagogischen Geräten, die seit der zweiten Hälfte des 19. Jahrhunderts in verschiedenen Bereichen der Forschung und Lehre eingesetzt wurden.
Das Museum widmet sich der Forschung, Restaurierung und Verbreitung seines Erbes gemäß den Empfehlungen des ICOM (Internationaler Museumsrat). Es organisiert Ausstellungen, Seminare, Workshops und Bildungsaktivitäten und arbeitet im Rahmen der von der Universität Palermo geförderten kulturellen Initiativen mit anderen Museen, Institutionen und Verbänden zusammen.
Am 31. Mai 2017 wurde das Museum von der American Society of Mechanical Engineers (ASME) für seine historische, technische und sammlerische Bedeutung mit der Auszeichnung Mechanical Engineering Heritage Collectio gewürdigt.

## Die Geschichte der Sammlung
Das Museum beherbergt eine vielfältige Sammlung von Motoren sowie industriellen, wissenschaftlichen und pädagogischen Geräten, die in verschiedenen Bereichen der Forschung und Lehre seit der Gründung der Königlichen Ingenieur- und Architekturanwendungsschule an der Universität Palermo im Jahr 1866 angeschafft und verwendet wurden. Die Sammlung veranschaulicht die Entwicklung der Strömungsmaschinen und der damit verbundenen Studien und deckt eine Vielzahl praktischer Anwendungen ab, von Dampfmaschinen über Strahltriebwerke bis hin zu modernen Hybridsystemen.

## Stationäre Motoren
Die Dampfmaschinen repräsentieren die ersten modernen Maschinen, die zur Umwandlung von Energie genutzt wurden. Seit der zweiten Hälfte des 18. Jahrhunderts spielten sie eine wesentliche Rolle in der Ersten industriellen Revolution und in den wissenschaftlichen und technologischen Fortschritten des 19. Jahrhunderts. Ihr Einsatz bei der Produktion von Rohstoffen, Konsumgütern sowie im Transport und in der Stromerzeugung trug erheblich zur Transformation von einer landwirtschaftlichen, handwerklichen und kommerziellen Gesellschaft hin zu einem modernen industriellen System bei.
An der Königlichen Ingenieur- und Architekturanwendungsschule in Palermo datieren die ersten Studien über Dampfmaschinen aus der Mitte des 19. Jahrhunderts, wie einige der ältesten erhaltenen stationären Maschinen und wissenschaftlichen Instrumente im Museum belegen. Der Bereich für stationäre Motoren umfasst auch hydraulische Maschinen wie die Francis-, Kaplan- und Pelton-Turbinen, die die Bedeutung ihrer Technologieentwicklung im Laufe der Zeit reflektieren.

## Automobilmotoren
Das Museum zeigt eine vielfältige Sammlung von Automobilmotoren, die für verschiedene Anwendungen entwickelt wurden. Die meisten dieser Motoren wurden für Forschungs- und Lehrzwecke angeschafft. Im Laufe der Zeit wurden sie schrittweise durch modernere Modelle ersetzt, die derzeit im Motorenlabor der Universität Palermo verwendet werden. Ein Beispiel ist der Kontrast zwischen dem Isotta Fraschini 8A-Motor von 1929 – ein 7,4-Liter-Motor mit 8 Zylindern und einer Leistung von 115 PS – und dem Ford-EcoBoost-Motor von 2009, ein 1,0-Liter-3-Zylinder-Motor mit der gleichen Leistung, was die Fortschritte im Design, in der Effizienz und in den verwendeten Materialien hervorhebt.
Die Sammlung umfasst auch historisch bedeutende Motoren wie den der FIAT 8V, die FIAT-Ferrari Dino, den modernen Ferrari 430 und den Lamborghini Aventador. Darüber hinaus sind auch Motorrad- und Lkw-Motoren ausgestellt, darunter der Lancia-Junkers Tipo 89 sowie verschiedene experimentelle Prototypen.

## Flugzeugmotoren

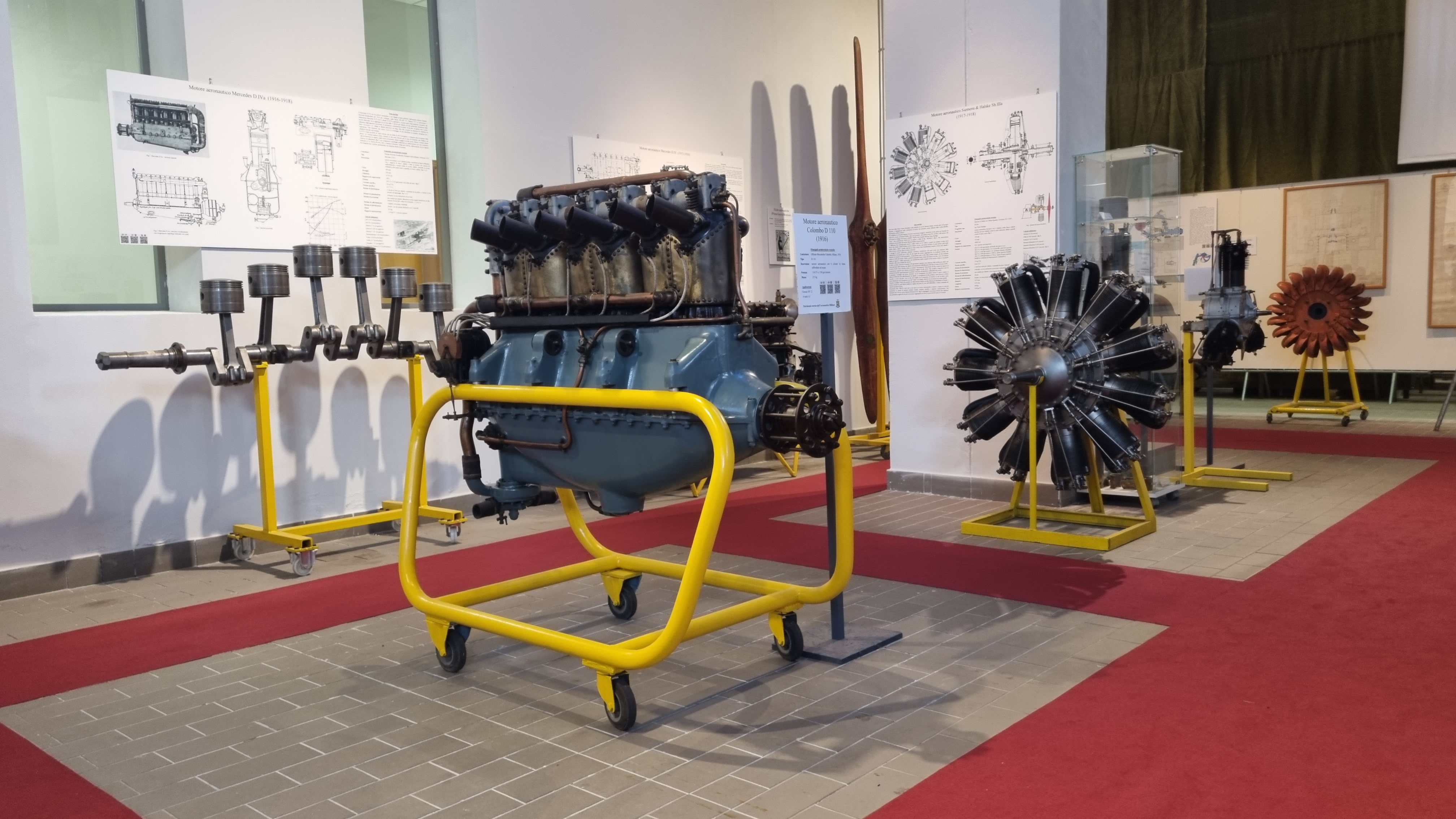
Flugzeugmotoren aus dem Ersten Weltkrieg

Das Museum beherbergt eine Sammlung historisch bedeutsamer Flugzeugmotoren. Einige dieser Motoren stammen aus den frühen Tagen der Luftfahrt, insbesondere Rotationsmotoren mit radial angeordneten Zylindern. Zu den ältesten Exemplaren gehören Motoren aus Deutschland, die nach dem Ersten Weltkrieg für Forschungszwecke nach Italien transferiert wurden. Zu diesen Motoren gehört der französische Rotationsmotor "Le Rhône" 9Jby sowie ein seltener gegenläufig rotierender Motor Siemens-Halske Sh.IIIa, der einen Fortschritt in der Entwicklung von Rotationsmotoren mit radialen Zylindern darstellt. Die Sammlung umfasst auch Motoren aus den 1920er und 1930er Jahren, die in Italien für Schulflugzeuge und die allgemeine Luftfahrt hergestellt wurden, sowie großformatige Motoren aus dem Zweiten Weltkrieg, darunter der FIAT A.74, der FIAT A.80 und der Daimler-Benz DB 605, die in deutschen und italienischen Kampfflugzeugen wie dem Messerschmitt Bf 109, dem FIAT G.55, dem Reggiane Re.2005 und dem Macchi C.205V eingesetzt wurden. Ein Teil der Sammlung ist auch Strahltriebwerken gewidmet, die den Zeitraum von den 1940er bis 1980er Jahren abdecken und in Zusammenarbeit mit der italienischen Luftwaffe hergestellt wurden.

## Schiffsmotoren
Der Bereich der Schiffsmotoren im Museum bietet einen Überblick über die Entwicklung von Schiffsmotoren, von Dampfmaschinen bis hin zu modernen Zweitakt-Dieselmotoren, die in großen Schiffen verwendet werden. Das älteste Objekt in der Sammlung ist ein Dampfmotor mit Verdichter, der aus dem späten 19. Jahrhundert stammt. Die Sammlung enthält auch einige der ältesten noch existierenden Motoren aus der FIAT-Abteilung „Grandi Motori“, darunter der 6-Zylinder-Reihenmotor FIAT S6185 (1908) und der Motor 2C.116, der erste Zweitakt-Dieselmotor von FIAT, gebaut im Jahr 1909. Das ausgestellte Exemplar wurde als Backbordmotor im U-Boot Medusa der Regia Marina verwendet, das 1915 während des Ersten Weltkriegs versenkt wurde.
Die Sammlung umfasst auch maßstabsgetreue Modelle, darunter ein Modell des Schiffsmotors FIAT 1060S (1968), der den größten von FIAT produzierten Schiffsmotor darstellt.

## Historisches Flugzeug FIAT G.59 4B

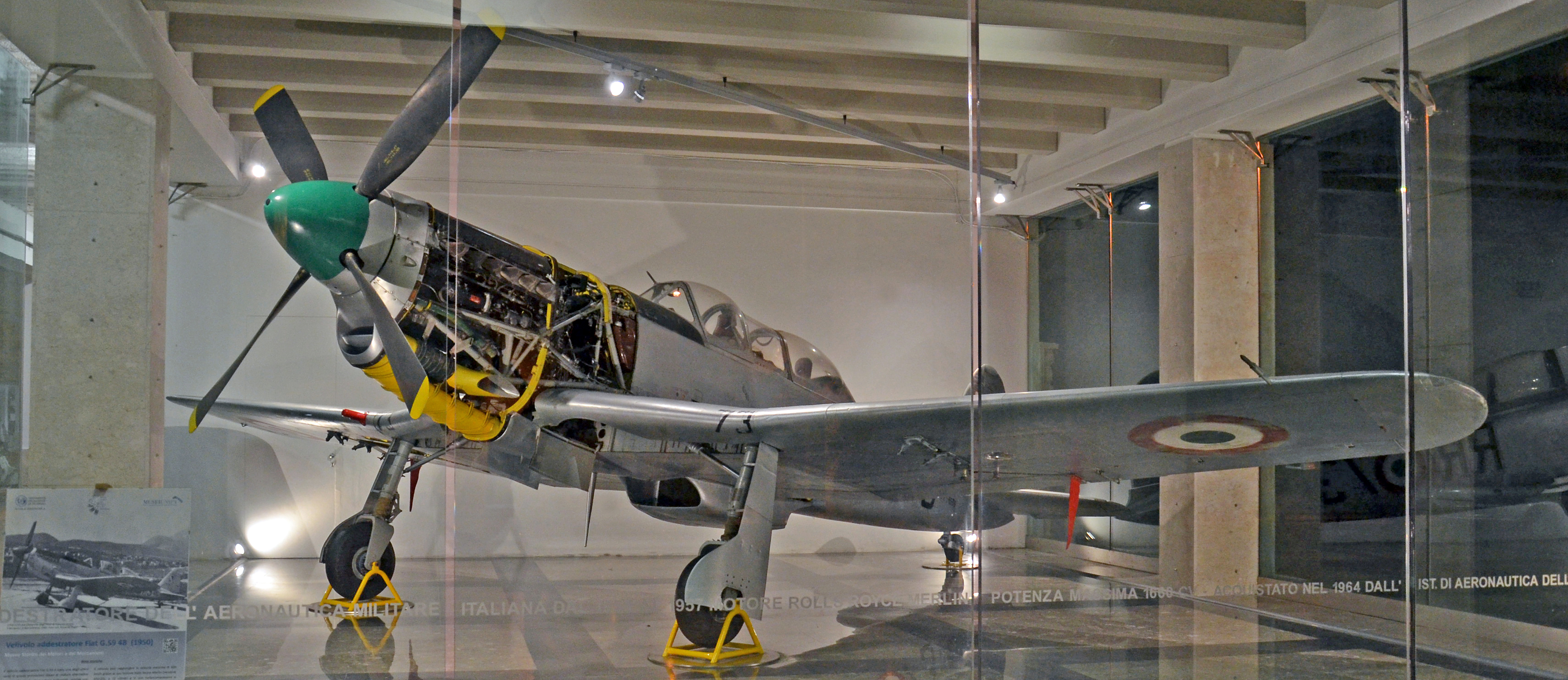
Das historische Flugzeug Fiat G.59 4B, ausgestellt in einer speziell dafür entworfenen Vitrine

Die Sammlung des Museums umfasst zwei Flugzeuge: das Lockheed F-104S ASA-M, das auf dem Campus der Universität Palermo ausgestellt ist, sowie eines von nur fünf noch erhaltenen FIAT G.59, das in einem speziell dafür eingerichteten Bereich des Museums präsentiert wird. Der FIAT G.59, entworfen vom italienischen Luftfahrtingenieur Giuseppe Gabrielli, war eines der letzten leistungsstarken Flugzeuge, das mit einem Kolbenmotor ausgestattet war und gilt als Symbol für den Wiederaufstieg der italienischen Luftfahrtindustrie nach dem Krieg. Er wurde aus dem FIAT G.55 Centauro, einem italienischen Jagdflugzeug aus dem Zweiten Weltkrieg, entwickelt.
Der FIAT G.59 wurde Anfang der 1950er Jahre von FIAT produziert, wobei mehr als 180 Einheiten gebaut wurden, die hauptsächlich der italienischen Luftwaffe als Fortgeschrittenentrainer dienten. Angetrieben von einem Rolls-Royce Merlin V-12-Motor mit 1.660 PS (Modell 500-20) erreichte dieses Flugzeug eine Höchstgeschwindigkeit von 609 km/h in 6.400 Metern Höhe und eine maximale Flughöhe von 12.100 Metern. Die im Museum erhaltene FIAT G.59 4B ist ein zweisitziges Modell, das bis 1964 bei der italienischen Luftwaffe im Einsatz war. Anschließend wurde es zu Ausbildungszwecken von der Luftfahrtabteilung der Universität Palermo erworben. 2013 wurde das Flugzeug vollständig in der Werkstatt des Museums restauriert.

## Lehrmodelle und technische Ausrüstungen
Das Museum beherbergt eine Sammlung von Lehrmodellen mechanischer Systeme, die aus der zweiten Hälfte des 19. Jahrhunderts stammen. Diese Sammlung umfasst über hundert Metall- und Holzmodelle, die grundlegende Maschinen, Mechanismen und Geräte darstellen, um die Kopplung von mechanischen Elementen zu veranschaulichen. Diese Modelle gehörten zum Mechaniklabor der 1866 gegründeten Königlichen Ingenieursschule von Palermo. Einige dieser Modelle werden noch heute als didaktische Werkzeuge verwendet, um die grundlegenden Prinzipien der Mechanik zu erklären. Darüber hinaus verfügt das Museum über eine Sammlung historischer wissenschaftlicher Instrumente, die für das Studium von Motoren verwendet wurden, einschließlich Messgeräte und verschiedene Arten von Prüfständen für Motoren.

## ASME Landmark
Am 31. Mai 2017 wurde das Museum in Anerkennung seiner historischen, technischen und sammlungsbezogenen Bedeutung als erste italienische Sammlung mit der Auszeichnung "Mechanical Engineering Heritage Collection" der Amerikanischen Gesellschaft der Maschinenbauingenieure (ASME) ausgezeichnet. Diese Anerkennung ist Teil des History and Heritage Landmark-Programms, das von der ASME 1971 ins Leben gerufen wurde.

## Bildergalerie

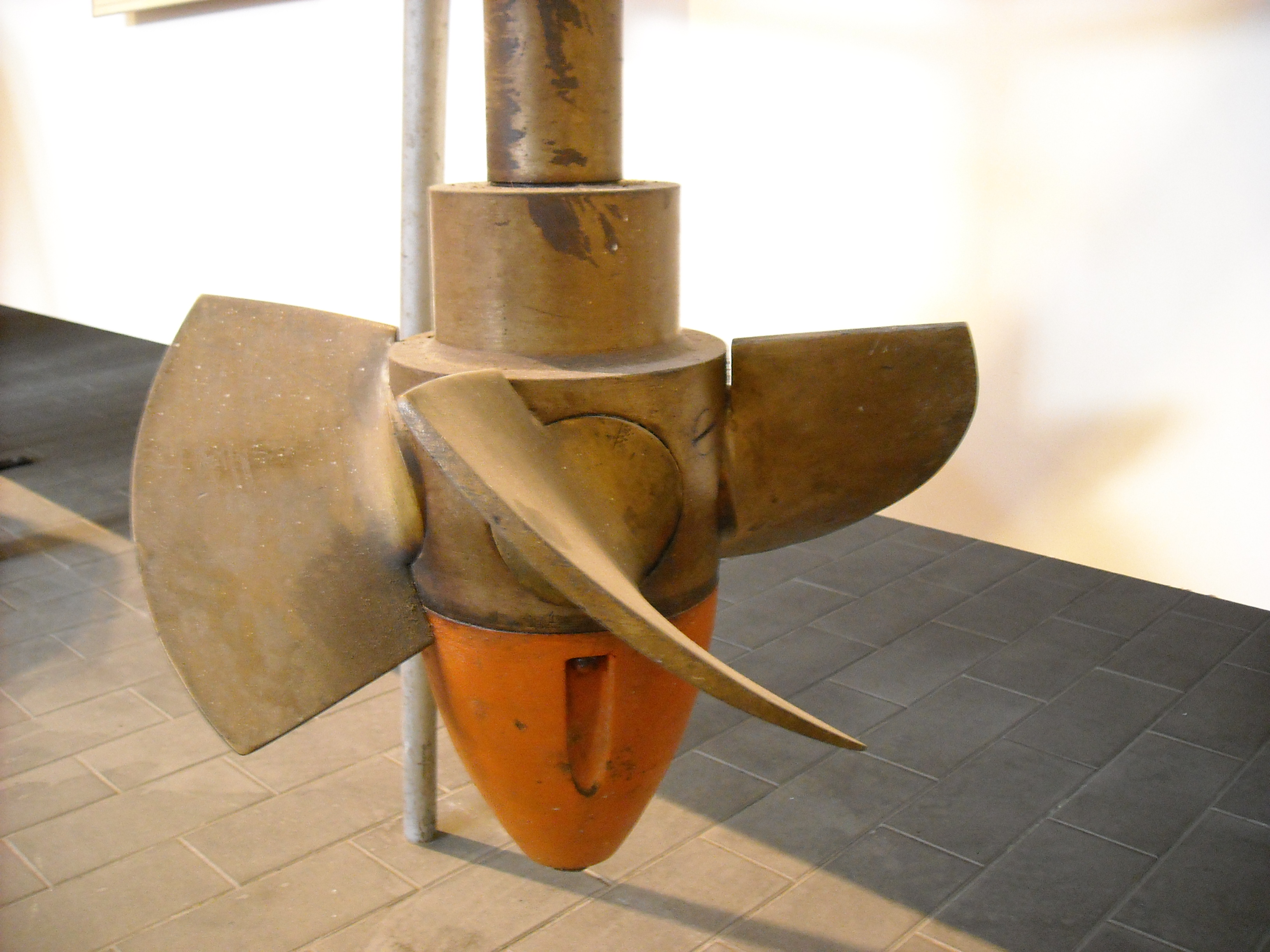
Das Kaplan-Wasserturbinenlaufrad aus den 1950er Jahren
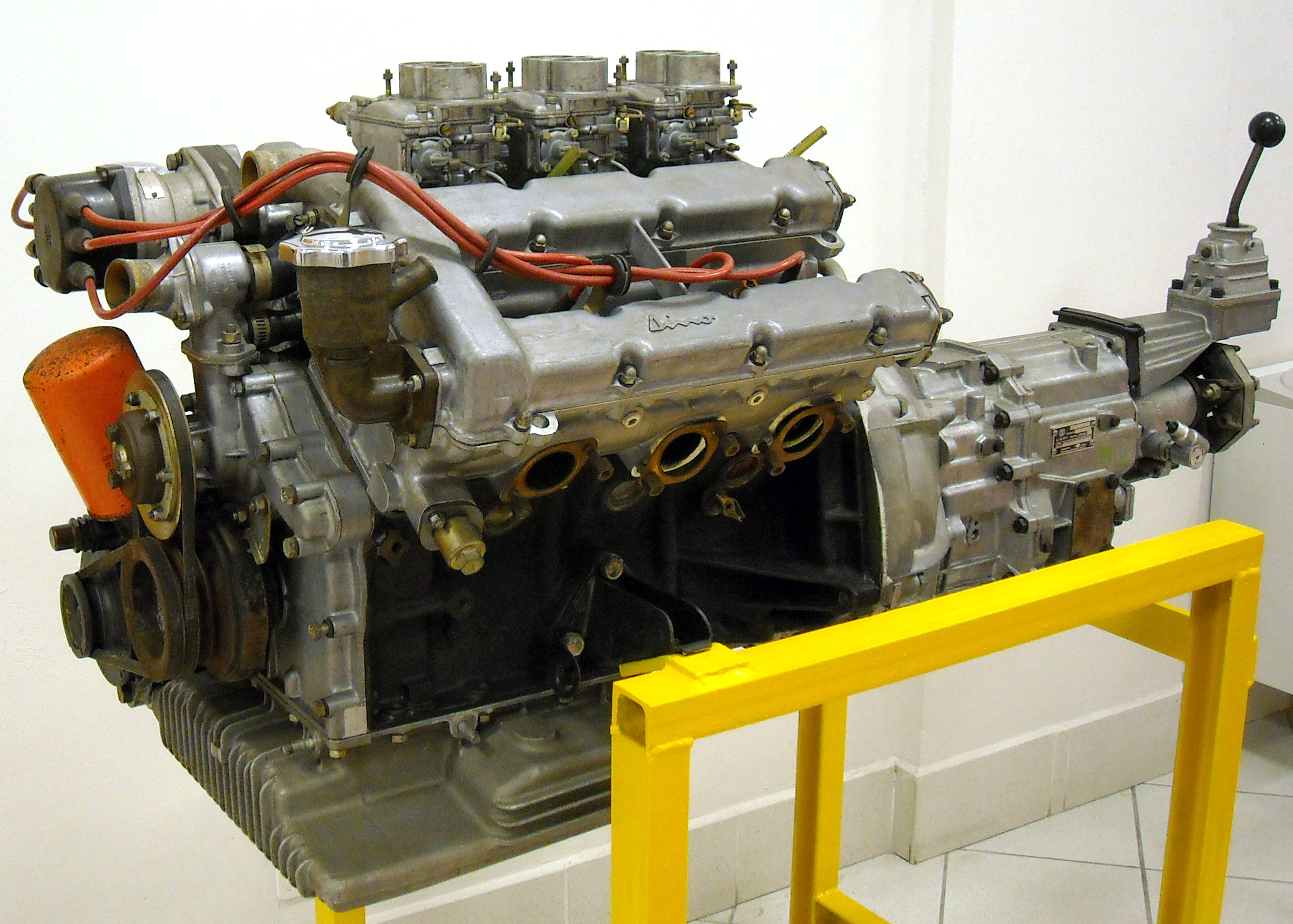
Der FIAT Dino 2400
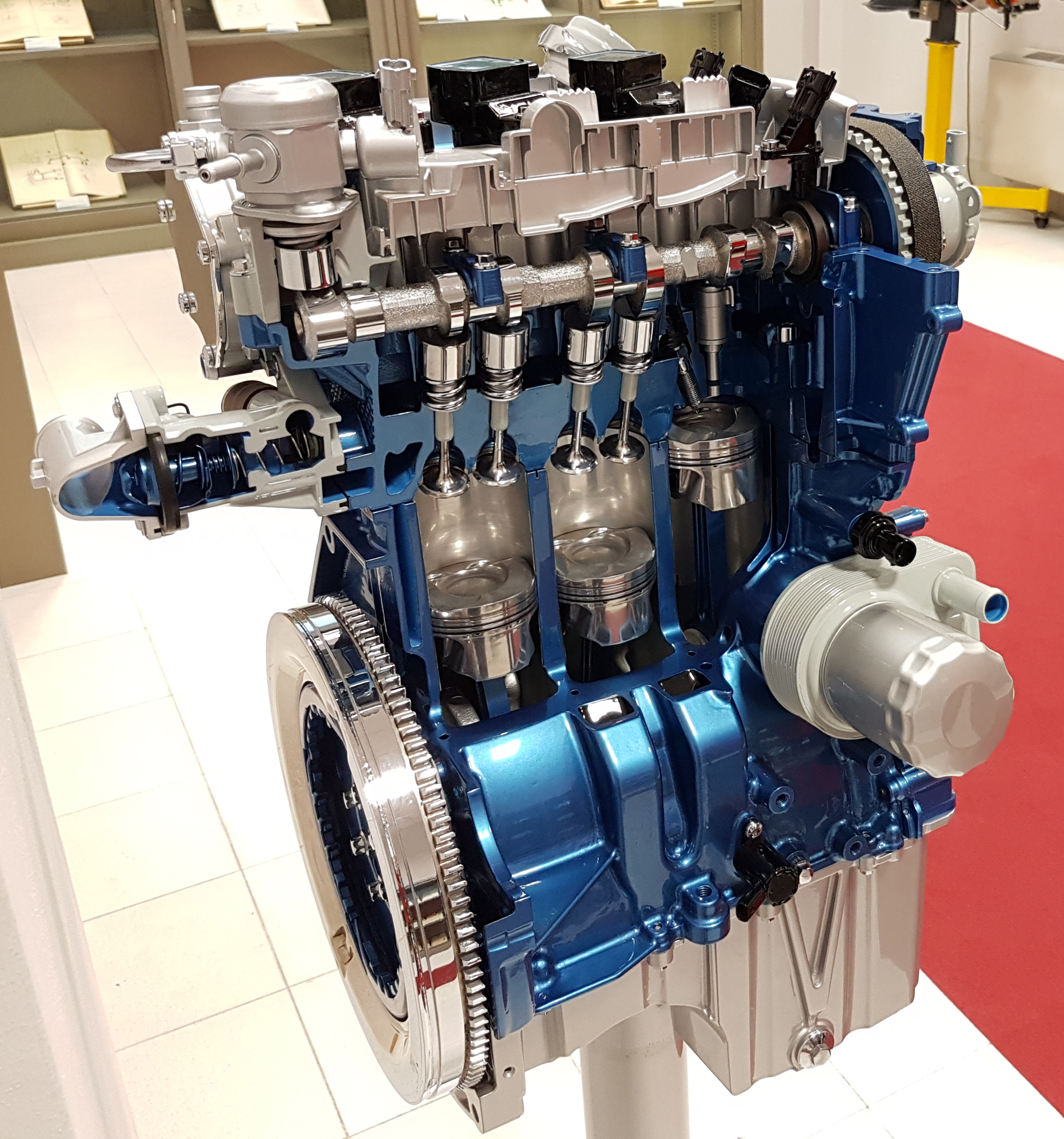
Der von Ford Italia gespendete Ford EcoBoost-Motor
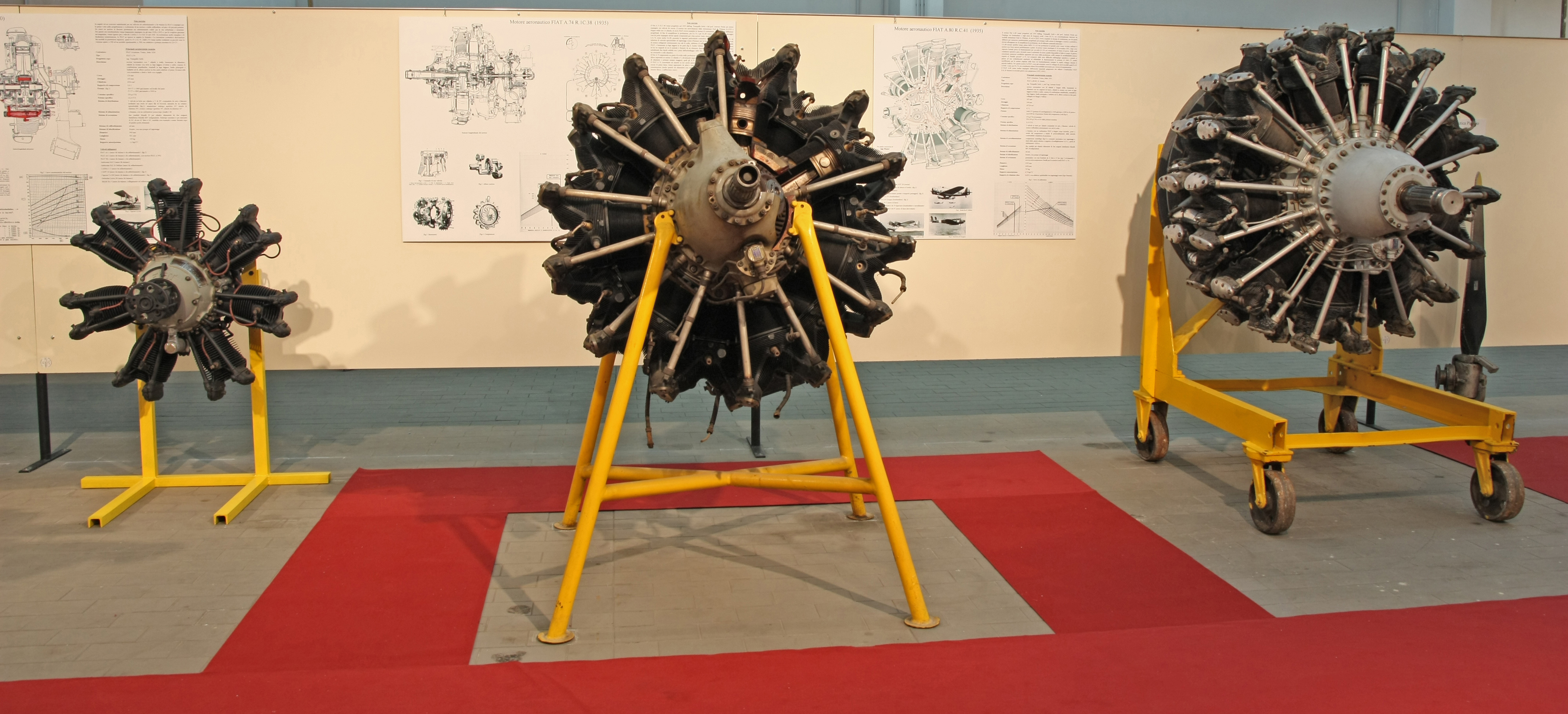
FIAT-Flugzeugmotoren: FIAT A.50, FIAT A.74 und FIAT A.80
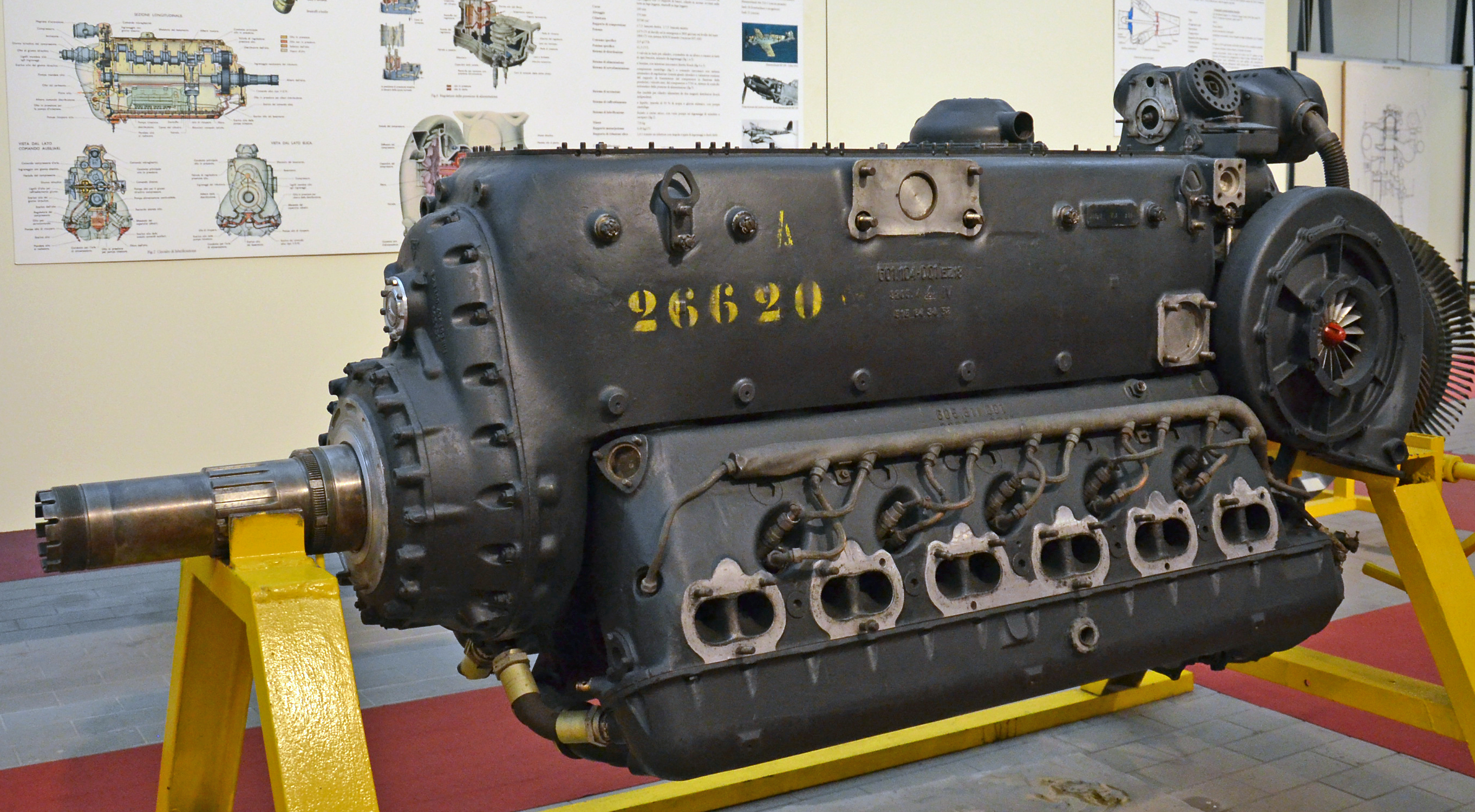
Der Daimler-Benz DB605-Motor
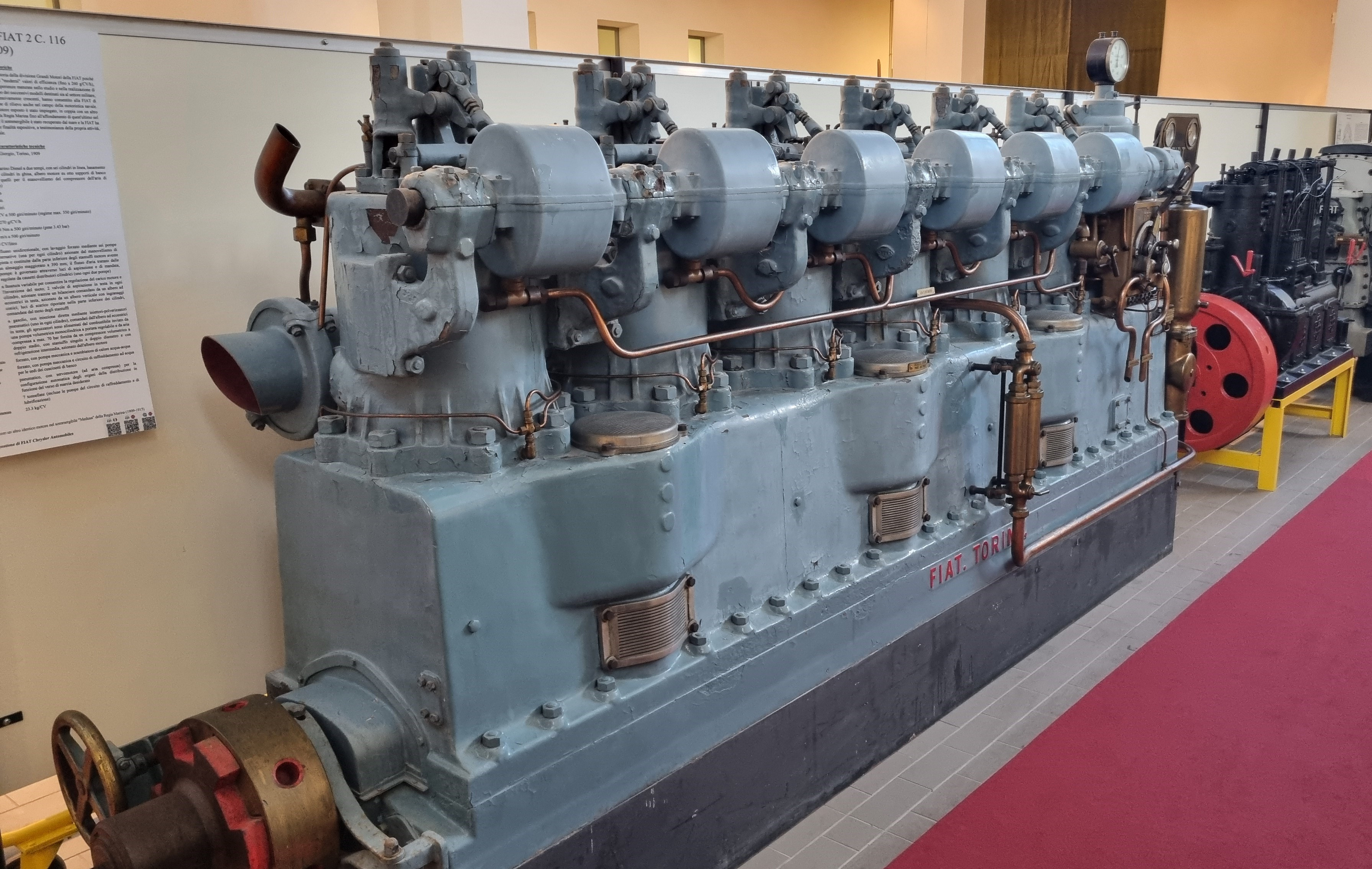
FIAT 2C.116-Marinemotor, der im U-Boot Medusa installiert war